# Volnovašský rajón
Volnovašský rajón (ukrajinsky Волноваський район) je rajón v Doněcké oblasti na Ukrajině. Hlavním městem je Volnovacha a rajón má přibližně 146 tisíc obyvatel. 

## Města v rajónu
- Volnovacha
- Vuhledar